# Ella Schön
Ella Schön ist eine elfteilige Dramedy-Serie aus der Herzkino-Reihe, die im Auftrag vom ZDF von Dreamtool Entertainment produziert wird. Die Hauptrolle der Ella Schön wird von Annette Frier gespielt. Im März 2022 wurde bekannt, dass mit dem Ausstieg Friers die Serie nicht fortgesetzt wird. Die letzte Folge der Filmreihe wurde am 8. Mai 2022 ausgestrahlt.

## Handlung
Ella Schön – Juristin aus Frankfurt mit dem Asperger-Syndrom, die aufgrund ihrer Neurodiversität kein Referendariat leisten konnte – erbt ein Haus auf Fischland an der Ostsee und trifft dort auf die Freundin ihres verstorbenen Mannes, der ein Doppelleben führte. Die ganze Situation überfordert sie, sie will das Haus schnellstmöglich verkaufen und zurück nach Frankfurt, allerdings hat Christina, die Freundin von Ellas verstorbenem Mann, ein Wohnrecht auf Lebenszeit von diesem eingeräumt bekommen. Christina hat zwei Kinder, eines davon von Ellas Ehemann, und ist mit einem dritten schwanger. Ella holt sich juristischen Rat beim Inselanwalt Kollkamp und zieht solange in „ihrem“ Haus in den kleinen Anbau. So entwickelt sich eine eigenartige Verbindung zwischen den beiden Frauen, die Kinder sind fasziniert von Ella mit ihrer Pedanterie. Anwalt Kollkamp bietet ihr einen Job als Referendarin an, denn sie kennt alle Gesetze auswendig. Auch die anderen Inselbewohner beginnen, sich mit der speziellen Art von Ella anzufreunden.
Nach der Pilotfolge beinhaltet jede Episode ein soziales und/oder juristisches Problem, dem sich Ella stellen muss.

## Hintergrund
Die ersten beiden Folgen wurden am 8. und 15. April 2018 ausgestrahlt. Diese waren so erfolgreich, dass man zwei neue Folgen in Auftrag gab, die am 31. März und 7. April 2019 ausgestrahlt wurden. Vom 30. Juli bis 28. September 2019 wurden zwei weitere Folgen gedreht, die Ausstrahlung der fünften Folge am 3. Mai 2020 wurde aufgrund der COVID-19-Pandemie vom ZDF kurzfristig verschoben und fand erst am 25. Oktober 2020 statt. Am 28. Juli 2020 starteten die Dreharbeiten für die Folgen 7 und 8. Die letzten drei Folgen 9 bis 11 wurden am 15. April 2022 veröffentlicht.

## Besetzung

### Hauptbesetzung
| Rollenname       | Schauspieler          | Bemerkungen | Folgen |
| ---------------- | --------------------- | --- | ------ |
| Ella Schön       | Annette Frier         | Asperger-Autistin, Rechtsreferendarin bei Hans Kollkamp                                                                | 1–11   |
| Christina Kieper | Julia Richter         | Affäre von Ellas verstorbenem Mann Thomas, Freundin von Ella, Mutter von Ben, Klara und Tom, Tochter von Katrin Kieper | 1–11   |
| Ben Kieper       | Maximilian Ehrenreich | Sohn von Christina | 1–4    |
| Ben Kieper       | Oscar Brose           | Sohn von Christina | 5–11   |
| Klara Kieper     | Zora Müller           | Tochter von Christina                                                                                                  | 1–11   |
| Jannis Zagorakis | Josef Heynert         | Elektroniker, bester Freund von Christina, Ex-Partner von Ella                                                         | 1–11   |
| Hans Kollkamp    | Rainer Reiners        | Anwalt | 1–11   |

### Nebenbesetzung
| Rollenname       | Schauspieler         | Bemerkungen                                             | Folgen          |
| ---------------- | -------------------- | ------------------------------------------------------- | --------------- |
| Katrin Kieper    | Lina Wendel          | Mutter von Christina, Großmutter von Ben, Klara und Tom | 1, 5–6, 9–11    |
| Henni Gottschalk | Gisa Flake           | Inhaberin des örtlichen Dorfladens                      | 1–8, 10–11      |
| Ulla Lüttjens    | Tanja Schleiff       | Bürgermeisterin, Ehefrau von Lukas Lüttjens             | 1–4, 6–11       |
| Friedrich Teetz  | Reiner Schöne        | Hotelinhaber                                            | 1–2, 5–6, 10–11 |
| Greta Maier      | Heike Hanold-Lynch   | Amtsrichterin                                           | 2, 5, 9, 11     |
| Lukas Lüttjens   | Siegfried Terpoorten | Lehrer, Ehemann von Ulla Lüttjens                       | 3–4, 8–11       |
| Maren Packebusch | Marlen Ulonska       | Mitarbeiterin im „Grand Hotel Fischland“                | 3, 5–6, 10      |
| Nils Hagebrecht  | Marc Ben Puch        | Ex-Partner von Christina, Vater von Ben                 | 6–10            |
| Arndt Engler     | Oliver Stein         | Kung-Fu-Trainer und Affäre von Ella                     | 7–11            |
| Inge Teetz       | Adriana Altaras      | Künstlerin, Ehefrau von Friedrich Teetz                 | 10–11           |

## Episodenliste
| Nr. | Originaltitel          | Erstausstrahlung D | Regie                | Drehbuch                    | Zuschauer |
| --- | ---------------------- | ------------------ | -------------------- | --------------------------- | --------- |
| 1   | Die Inselbegabung      | 8. Apr. 2018       | Maurice Hübner       | Simon X. Rost               | 5,19 Mio. |
| 2   | Das Ding mit der Liebe | 15. Apr. 2018      | Maurice Hübner       | Elke Rössler                | 5,22 Mio. |
| 3   | Die nackte Wahrheit    | 31. März 2019      | Christiane Balthasar | Simon X. Rost               | 4,65 Mio. |
| 4   | Sturmgeschwister       | 7. Apr. 2019       | Christiane Balthasar | Elke Rössler                | 4,52 Mio. |
| 5   | Feuertaufe             | 25. Okt. 2020      | Holger Haase         | Simon X. Rost               | 4,35 Mio. |
| 6   | Schiffbruch            | 1. Nov. 2020       | Holger Haase         | Elke Rössler                | 4,35 Mio. |
| 7   | Land unter             | 3. Okt. 2021       | Holger Haase         | Simon X. Rost               | 3,81 Mio. |
| 8   | Familienbande          | 10. Okt. 2021      | Holger Haase         | Elke Rössler                | 4,84 Mio. |
| 9   | Das Glück der Erde     | 24. Apr. 2022      | Holger Haase         | Simon X. Rost, Elke Rössler | 4,03 Mio. |
| 10  | Freischwimmer          | 1. Mai 2022        | Holger Haase         | Simon X. Rost, Elke Rössler | 4,21 Mio. |
| 11  | Seitensprünge          | 8. Mai 2022        | Holger Haase         | Simon X. Rost, Elke Rössler | 3,83 Mio. |

## Produktion
Die Folgen wurden auf Fischland-Darß-Zingst und in Berlin gedreht.

## Rezeption

### Kritiken
Tilmann P. Gangloff meinte auf Tittelbach.tv zu den ersten zwei Episoden:

„Die ZDF-Sonntagsreihe „Ella Schön“ (Dreamtool Entertainment) ist anders. Das liegt daran, dass auch diese Ella Schön anders ist. Sie ist offen, ehrlich, sagt, was sie denkt, ist allerdings beziehungsunfähig, leidet unter dem Asperger-Syndrom. Sie ist eine Zumutung für ihre Umgebung und eine Herausforderung für das „Herzkino“, vor allem aber ein Glücksfall für diese Reihe, die dem grassierenden Helfersyndrom im öffentlich-rechtlichen Dramödien-TV eine intelligente Abfuhr erteilt. Und statt Romantik rücken Freundschaft & Gemeinschaft ins Zentrum: Auch die Frau an der Seite der schroffen Autistin besitzt sympathischen Eigensinn. Annette Frier, die hier eine absolute Anti-Danni-Lowinski grandios verkörpert, und Julia Richter sind ein perfektes ungleiches Paar. Für 08/15-Läuterung und -Versöhnung ist hier kein Platz. Die Dialoge sind knapp & knackig, die Bildsprache klar, die visuellen Lösungen kreativ: Auf dem Regie-Stuhl saß der 32jährige Maurice Hübner („Blaumacher“). Die Heldin seziert menschliche Gemeinplätze, die Filme zerlegen die Bausteine des Wohlfühlgenres. TV-Inklusion mal anders: Hier ist die „Gestörte“ die Hauptfigur; sie vertritt sich quasi selbst!“

Zur dritten und vierten Episode:

„Die ZDF-Reihe „Ella Schön“ (Dreamtool Entertainment) bleibt auch ein Jahr nach dem viel beachteten Traumstart ihrer Titelfigur treu. Der Alltag gibt dieser mit dem Asperger-Syndrom lebenden Anwaltsreferendarin zwar mehr und mehr die für sie so lebenswichtige Struktur, sie bleibt aber ein eigenwilliger Charakter, eine Frau, die es sich und anderen nicht leicht macht. Dramaturgisch gibt es keine Weichspülversuche – trotz „Herzkino“-Sendeplatz. Die Fälle, die Charaktere & die luftige Inszenierung ergeben einen perfekten Flow und machen „Ella Schön“ zur besten Unterhaltungsfilmreihe der letzten Jahre – auch, weil die Geschichten nicht auf Vorurteile & Klischees setzen und nicht auf die im Genre üblichen dramaturgischen Selbstheilungskräfte vertrauen. Wer will, der kann auch die dekonstruktive Kraft feiern. Unbedingt loben muss man das wunderbare Spiel von Annette Frier & Julia Richter.“